# Halixodes chitonis
Halixodes chitonis är en kvalsterart. Halixodes chitonis ingår i släktet Halixodes och familjen Halacaridae.

## Underarter
Arten delas in i följande underarter:
- H. c. chitonis
- H. c. stoutae